# Prenocephale
Prenocephale prenes
Genre
Espèce
Prenocephale est un genre fossile de petits dinosaures herbivores qui vivaient en Mongolie à la fin du Crétacé, au Campanien et au Maastrichtien il y a environ entre 70 et 66 Ma (millions d'années). Apparenté aux marginocéphales, ce genre fait partie des pachycéphalosaures, les « lézards à crâne épais ». Il n'est représenté que par l'espèce Prenocephale prenes.

## Description
Il mesurait environ 2,5 m. Sa boîte crânienne s’enfle sur sa partie supérieure pour former un dôme. On suppose que cette calotte osseuse grandissait avec l’âge. Les prénocéphales vivaient en troupeaux, et les mâles s’affrontaient probablement à la saison des amours, tête contre tête, pour décider qui dominerait le troupeau, un peu à la façon des mouflons.
Un prénocéphale a été découvert dans la formation maastrichtienne de Nemegt en Mongolie et nommé en 1974 par Teresa Maryańska (d) et Halszka Osmólska. On en possède un squelette complet avec une excroissance crânienne partielle.
Son nom signifie tête penchée.
- Époque : Crétacé supérieur (Campanien  - Maastrichtien)
- Taille : 2,5 mètres de long - 1,2 mètre de haut

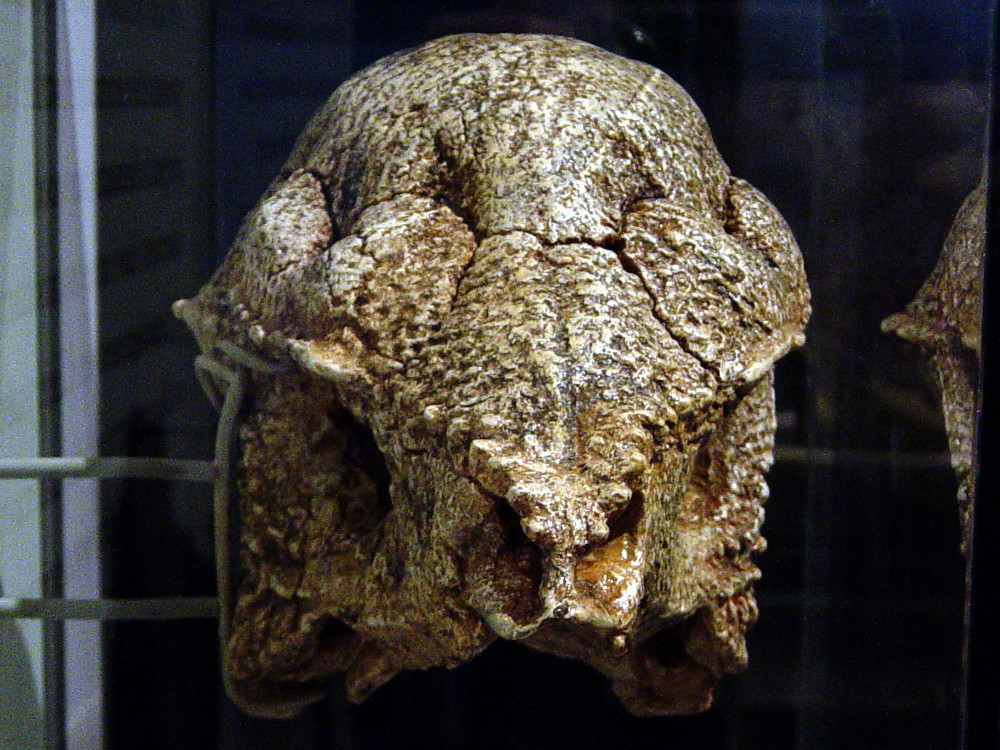
Vue antérieure du crâne d'un P. prenes exposé lors d'une exposition temporaire à l'académie des sciences de Californie et appartenant au musée américain d'histoire naturelle.

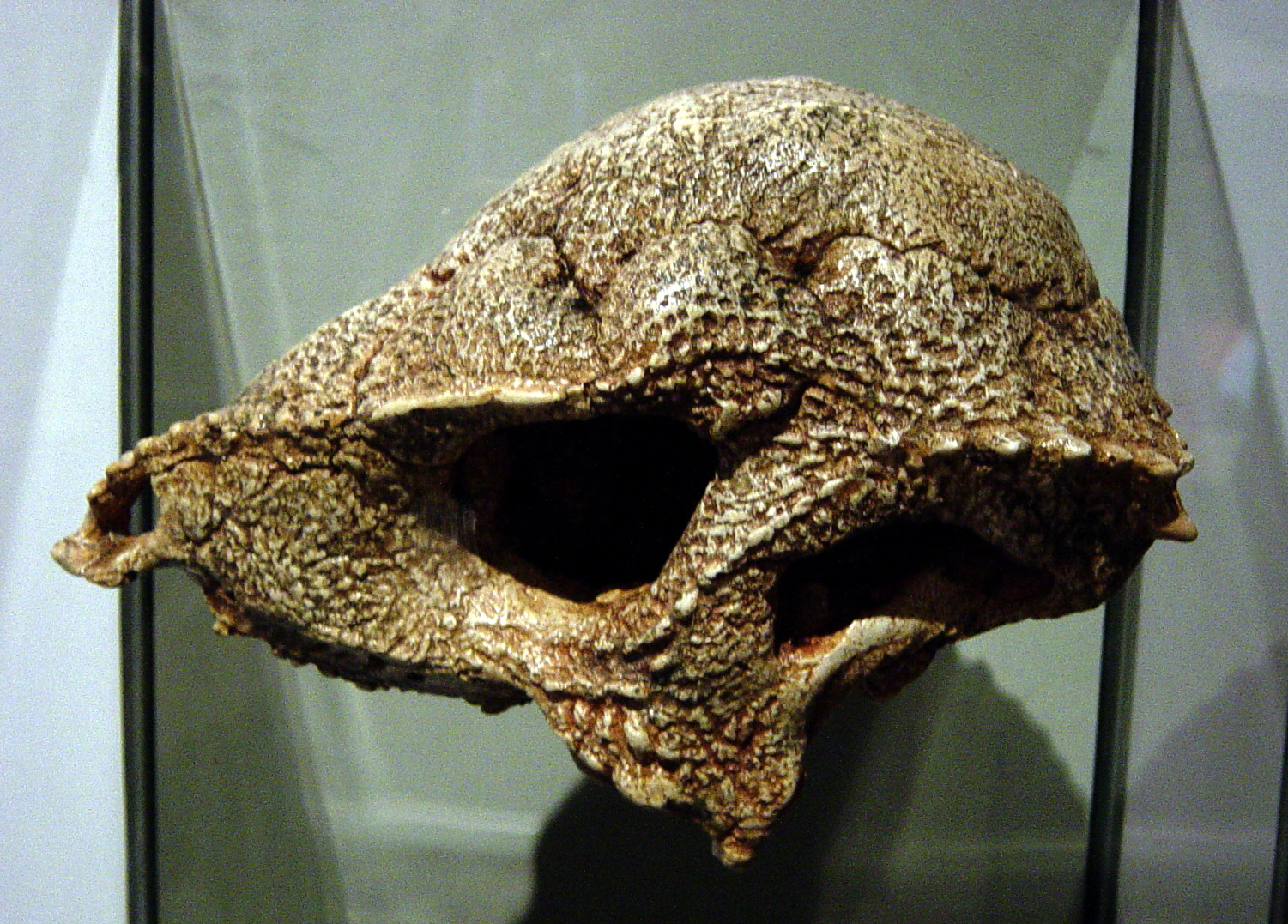
Même crâne, en vue latérale exposé lors d'une exposition temporaire à l'académie des sciences de Californie et appartenant au musée américain d'histoire naturelle..

- Poids : 100 kg
- Habitat : Mongolie
- Régime alimentaire : herbivore

## Systématique
Le nom valide complet (avec auteur) de ce taxon est Prenocephale Maryańska (d) & Osmolska, 1974. Ce genre est monotypique avec pour seule espèce Prenocephale prenes Maryanska & Osmolska, 1974.